# Hospital de Sant Llatzer de Horta
El Hospital de Sant Llatzer, también llamado Hospital Nuevo de Sant Llatzer de Horta, fue un hospital para niños con tuberculosis situado en los terrenos de la masía de Can Masdeu, en la falda de Collserola del barrio de Horta, Barcelona. Tras su clausura como hospital fue abandonado y actualmente se utiliza como almacén y como vivienda del vigilante del edificio. Es propiedad Fundación Hospital de Sant Pau.
El edificio antiguo de la masía de Can Masdeu también fue utilizado como hospital, en ese caso de enfermos de lepra, y también fue conocido como Hospital de Sant Llatzer.

## Historia
La leprosería del Hospital de San Pablo, encargada del Hospital Els Mesells del siglo XII situado en el centro de la ciudad, decidió adquirir la masía de Can Masdeu en las afueras de la ciudad, que en aquel momento parte del municipio de Sant Joan d'Horta. Esta finca contaba con una edificación del siglo XVI, así como con 39 hectáreas de terreno, y entró a subasta pública el 25 de octubre de 1901. En 1903 la administración de Santa Cruz otorgó un presupuesto de 4.024 pesetas para rehabilitar la masía y los leprosos procedentes de Els Mesells fueron trasladados el 6 de diciembre de 1904, muchos de ellos en estado terminal.
Can Masdeu funcionó como leprosería entre 1904 y 1961, cuando los enfermos fueron trasladados al Sanatorio de Fontilles, en Alicante. El hospital tenía capacidad para 25 personas y contaba con un huerto y otras actividades. Los cuidados estaban a cargo de las congregaciones masculina y femenina de la Orden de los Hospitalarios de la Santa Cruz, pertenecientes al mismo hospital.
En 1931 debido a las malas condiciones de la masia, y bajo la dirección del doctor Nogués, se inició el proyecto del nuevo hospital en los terrenos de Can Masdeu. La construcción del edificio se detuvo en tres ocasiones, primero por caer enfermo su arquitecto, Vicenç Artigas Albertí y en 1934 se suspendieron por falta de fondos. En junio de 1935 la Generalidad otorgó una partida presupuestaria de 125.000 pesetas para finalizar las obras, aunque fueron detenidas de nuevo en 1936 a causa de la guerra civil. En 1952 se reanudó su construcción gracias a las donaciones privadas, y fue inaugurado el 17 de diciembre de 1955. Con motivo de su inauguración se recaudó 1 millón de pesetas por parte de Radio Nacional de España procedentes de una campaña de donación de 1954. Se decidió dedicar las 200 camas del hospital al tratamiento de la tuberculosis ya que la incidencia de la lepra había disminuido lo suficiente como para no necesitar unas instalaciones tan grandes y la tuberculosis estaba en aumento. Gracias a un convenio entre el Hospital de la Santa Cruz y la asociación de niños tuberculosos San Salvador de los Párbulos se creó el sanatorio para niños tuberculosos, en funcionamiento hasta el año 1973.